# Joe McHugh

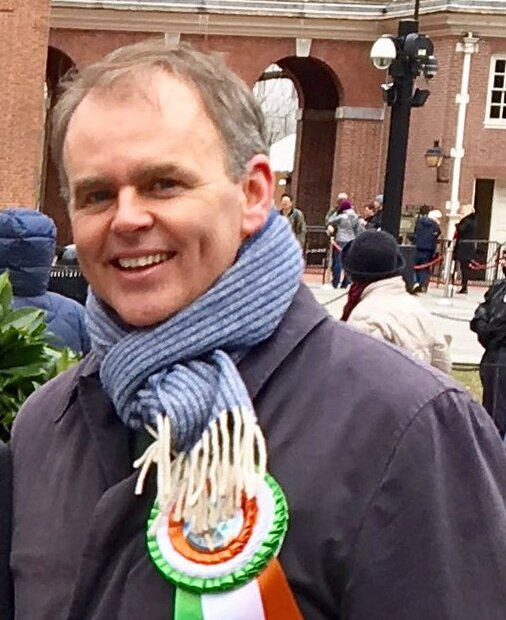
Joe McHugh (2017)

Joe McHugh (* 16. Juli 1971 in Carrigart, County Donegal) ist ein irischer Politiker der Fine Gael.

## Biografie
McHugh studierte nach dem Schulbesuch Wirtschafts- und Sozialwissenschaften an National University of Ireland, Maynooth. Von 1993 bis 1995 unterrichtete er Geographie und Mathematik an der Loreto Convent Secondary School in Letterkenny. Nach einem einjährigen Aufenthalt in Dubai wurde er in der Jugendarbeit in Letterkenny beschäftigt.
1999 gelang es ihm, einen Sitz im Donegal County Council für den Bezirk Milford zu erlangen. 2002 wurde er zum Mitglied des Senats (Seanad Éireann) gewählt. 2007 wurde McHugh erstmals zum Abgeordneten (Teachta Dála) gewählt und vertritt dort nach sieben Wiederwahlen seitdem den Wahlkreis Donegal (bis 2016: Donegal–North East).
2014 wurde er von Premierminister (Taoiseach) Enda Kenny zum Staatsminister für Nachrichtenwesen, Energie und natürliche Ressourcen sowie für Kunst, kulturelles Erbe und die Gaeltacht ernannt. Da er nur geringe Kenntnisse der irischen Sprache besaß, wurde seine Ernennung kritisiert.
2016 wechselte er den Staatsministerposten und wurde zum Staatsminister für Auswärtige Angelegenheiten und Handel (bis 2017) sowie zum Staatsminister beim Taoiseach ernannt. In der Regierung Varadkar I war er ab dem 16. Oktober 2018 Bildungsminister (Minister for Education and Skills). Im Juni 2020 wurde er von Norma Foley abgelöst. Bei den Wahlen zum Dáil Éireann 2024 trat er nicht mehr an.

## Privatleben
Joe McHugh ist seit 2005 mit Olwyn Enright verheiratet, die ebenfalls für die Fine Gael von 2002 bis 2011 im Dáil Éireann saß. Mit ihr hat er drei Kinder.